# 1323
1323 (MCCCXXIII) a fost un an obișnuit al calendarului iulian, care a început într-o zi de luni.

## Evenimente
- 25 ianuarie: Vilnius este pentru prima dată menționat ca reședință a lui Gedymin al Lituaniei.
- 6 martie: Tratatul de la Paris: Comitatul Zeelanda este definitiv trecută sub stăpânirea Olandei.
- 11 aprilie: Populația originară din Pisa este masacrată în Sardinia; evenimentul grăbește trecerea insulei sub dominația Regatului Aragonului.
- 30 mai: Armistițiu între regii Robert Bruce al Scoției și Eduard al II-lea al Angliei, care va dura vreme de 13 ani.
- 18 iulie: Sfântul Tommaso de Aquino este canonizat de către papa Ioan al XXII-lea.
- 12 august: Tratatul de la Nöteborg. Suedia și Novgorodul își delimitează frontierele; Finlanda este recunoscută ca provincie suedeză, în vreme ce Carelia de nord trece sub stăpânirea rușilor.

### Nedatate
- aprilie: Tratatul de la Nürnberg. Ducele Ludovic al IV-lea de Bavaria oferă Brandenburgul fiului său; provincia trece astfel sub conducerea familiei bavareze Wittelsbach, până la 1373.
- Farul din Alexandria este distrus de o serie de cutremure de pământ.
- Regele Carol Robert al Ungariei își strămută reședința de la Timișoara la Vișegrad, pe unul dintre brațele Dunării.
- Tratatul de la Alep. Adord între mongolii hulagizi din Persia și mameluci.
- Trupele Sultanatului din Delhi invadează statul Orissa din India.

## Arte, Știință, Literatură și Filozofie
- Compozitorul Guillaume de Machaut devine capelan al secretarului regelui Ioan I al Boemiei.
- Giovanni Boccaccio se instalează la curtea regelui Robert al Neapolelui.
- Jourdain de Séverac scrie Mirabilia: legendarul preot Ioan este identificat în Etiopia.
- La Toulouse, este fondată Compagnie du Gai Sçavoir, în scopul menținerii lirismului de curte al trubadurilor și de apărare a poeziei scrise în dialectul langue d'oc.
- William Ockham face diferența dintre mișcarea dinamică și mișcarea cinetică.

## Nașteri
- Carol, duce de Durazzo (d. 1348)

## Decese
- 16 octombrie: Amedeo al V-lea, conte de Savoia (n. 1249)
- 16 noiembrie: Frederic I, margraf de Meissen (n. 1257)
- Andrei de Halici, rege de Galiția (1308-1323), (n. ?)
- Gegeen-han, 19 ani, împărat al Chinei din dinastia Yuan (n. 1303)
- Lamba Doria, 77 ani, amiral genovez (n. 1245)
- Lev al II-lea de Halici, rege de Galiția (1308-1323), (n. ?)
- Teodor Svetoslav, 52 ani, țar al Bulgariei (n. 1270)

## Înscăunări
- Mihail al IV-lea, țar al Bulgariei, dinastia Șișman (1323-1330)
- Tadingdi, împărat al Chinei din dinastia Yuan (1323-1328)
- Volodymyr I, cneaz de Halici-Volînia (1323-1325)